# Olympische Sommerspiele 2020/Schwimmen – 4 × 100 m Lagen (Frauen)
Der Staffelwettbewerb über 4-mal 100 Meter Lagen der Frauen bei den Olympischen Spielen 2020 in Tokio wurde vom 30. Juli bis 1. August 2021 im Tokyo Aquatics Centre ausgetragen.
Es fanden zwei Vorläufe statt. Die acht schnellsten Staffeln aller Vorläufe qualifizierten sich für das Finale.

## Rekorde
Vor Beginn der Olympischen Spiele waren folgende Rekorde gültig.
| Weltrekord         | Vereinigte Staaten (Regan Smith, Lilly King, Kelsi Dahlia, Simone Manuel)        | 3:50,40 min | Gwangju, Südkorea              | 28. Juli 2019  |
| Olympischer Rekord | Vereinigte Staaten (Missy Franklin, Rebecca Soni, Dana Vollmer, Allison Schmitt) | 3:52,05 min | London, Vereinigtes Königreich | 4. August 2012 |

Während der Olympischen Spiele wurde folgender Rekord gebrochen:
| Olympischer Rekord | Australien (Kaylee McKeown, Chelsea Hodges, Emma McKeon, Cate Campbell) | 3:51,60 min | Tokio, Japan | 1. August 2021 |

## Vorläufe
Freitag, 30. Juli 2021, 13:57 Uhr MESZ
 

### Vorlauf 1
| Platz | Bahn | Nation         | Athletinnen | Zeit        | Anmerkung |
| ----- | ---- | -------------- | --- | ----------- | --------- |
| 1     | 4    | Australien     | Emily Seebohm (59,37) Chelsea Hodges (1:06,16) Brianna Throssell (57,51) Mollie O’Callaghan (52,35)            | 3:55,39 min |           |
| 2     | 3    | Italien        | Margherita Panziera (1:00,55) Arianna Castiglioni (1:05,26) Elena Di Liddo (56,74) Federica Pellegrini (53,24) | 3:55,79 min | NR        |
| 3     | 2    | Japan          | Anna Konishi (59,75) Kanako Watanabe (1:06,34) Rikako Ikee (57,50) Chihiro Igarashi (53,58)                    | 3:57,17 min |           |
| 4     | 6    | China          | Chen Jie (1:00,62) Tang Qianting (1:05,73) Yu Yiting (57,84) Wu Qingfeng (53,51)                               | 3:57,70 min |           |
| 5     | 5    | Großbritannien | Cassie Wild (1:57,87) Sarah Vasey (1:59,94) Harriet Jones (2:00,25) Freya Anderson (2:00,33)                   | 3:58,12 min |           |
| 6     | 7    | Deutschland    | Laura Riedemann (1:00,45) Anna Elendt (1:06,17) Lisa Höpink (58,87) Annika Bruhn (54,67)                       | 4:00,16 min |           |
| 7     | 1    | Südafrika      | Mariella Venter (1:01,03) Tatjana Schoenmaker (1:07,41) Erin Gallagher (59,76) Aimee Canny (54,82)             | 4:03,02 min |           |
| 8     | 8    | Spanien        | África Zamorano (1:01,78) Jessica Vall (1:07,37) Mireia Belmonte (1:00,88) Lidón Muñoz (54,11)                 | 4:04,14 min |           |

### Vorlauf 2
| Platz | Bahn | Nation             | Athletinnen | Zeit        | Anmerkung |
| ----- | ---- | ------------------ | --- | ----------- | --------- |
| 1     | 5    | Kanada             | Taylor Ruck (59,64) Sydney Pickrem (1:07,03) Maggie MacNeil (55,82) Kayla Sanchez (52,68)                               | 3:55,17 min |           |
| 2     | 4    | Vereinigte Staaten | Rhyan White (59,19) Lilly King (1:05,51) Claire Curzan (57,65) Erika Brown (52,83)                                      | 3:55,18 min |           |
| 3     | 6    | Schweden           | Michelle Coleman (1:00,73) Sophie Hansson (1:05,61) Louise Hansson (56,79) Sarah Sjöström (53,10)                       | 3:56,23 min |           |
| 4     | 3    | ROC                | Anastassija Fessikowa (1:00,26) Julija Jefimowa (1:06,31) Swetlana Tschimrowa (56,95) Marija Kamenewa (53,84)           | 3:57,36 min |           |
| 5     | 2    | Niederlande        | Kira Toussaint (58,99) Tes Schouten (1:09,98) Maaike de Waard (58,01) Femke Heemskerk (52,91)                           | 3:59,89 min |           |
| 6     | 7    | Belarus            | Anastassija Schkurdaj (1:00,64) Alina Smuschka (1:07,25) Anastassija Kuljaschowa (57,37) Nastassja Karakouskaja (55,23) | 4:00,49 min |           |
| 7     | 1    | Hongkong           | Toto Wong (1:01,61) Jamie Yeung (1:08,69) Siobhán Haughey (57,67) Camille Cheng (54,89)                                 | 4:02,86 min |           |
| 8     | 8    | Dänemark           | Karoline Sørensen (1:02,53) Clara Rybak-Andersen (1:08,09) Emilie Beckmann (58,99) Signe Bro (54,43)                    | 4:04,04 min |           |

### Zusammenfassung
| Platz | Vorlauf | Bahn | Nation             | Athletinnen | Zeit        | Anmerkung |
| ----- | ------- | ---- | ------------------ | --- | ----------- | --------- |
| 1     | 2       | 5    | Kanada             | Taylor Ruck (59,64) Sydney Pickrem (1:07,03) Maggie MacNeil (55,82) Kayla Sanchez (52,68)                                | 3:55,17 min |           |
| 2     | 2       | 4    | Vereinigte Staaten | Rhyan White (59,19) Lilly King (1:05,51) Claire Curzan (57,65) Erika Brown (52,83)                                       | 3:55,18 min |           |
| 3     | 1       | 4    | Australien         | Emily Seebohm (59,37) Chelsea Hodges (1:06,16) Brianna Throssell (57,51) Mollie O’Callaghan (52,35)                      | 3:55,39 min |           |
| 4     | 1       | 3    | Italien            | Margherita Panziera (1:00,55) Arianna Castiglioni (1:05,26) Elena Di Liddo (56,74) Federica Pellegrini (53,24)           | 3:55,79 min | NR        |
| 5     | 2       | 6    | Schweden           | Michelle Coleman (1:00,73) Sophie Hansson (1:05,61) Louise Hansson (56,79) Sarah Sjöström (53,10)                        | 3:56,23 min |           |
| 6     | 1       | 2    | Japan              | Anna Konishi (59,75) Kanako Watanabe (1:06,34) Rikako Ikee (57,50) Chihiro Igarashi (53,58)                              | 3:57,17 min |           |
| 7     | 2       | 3    | ROC                | Anastassija Fessikowa (1:00,26) Julija Jefimowa (1:06,31) Swetlana Tschimrowa (56,95) Marija Kamenewa (53,84)            | 3:57,36 min |           |
| 8     | 1       | 6    | China              | Chen Jie (1:00,62) Tang Qianting (1:05,73) Yu Yiting (57,84) Wu Qingfeng (53,51)                                         | 3:57,70 min |           |
| 9     | 1       | 5    | Großbritannien     | Cassie Wild (1:57,87) Sarah Vasey (1:59,94) Harriet Jones (2:00,25) Freya Anderson (2:00,33)                             | 3:58,12 min |           |
| 10    | 2       | 2    | Niederlande        | Kira Toussaint (58,99) Tes Schouten (1:09,98) Maaike de Waard (58,01) Femke Heemskerk (52,91)                            | 3:59,89 min |           |
| 11    | 1       | 7    | Deutschland        | Laura Riedemann (1:00,45) Anna Elendt (1:06,17) Lisa Höpink (58,87) Annika Bruhn (54,67)                                 | 4:00,16 min |           |
| 12    | 2       | 7    | Belarus            | Anastassija Schkurdaj (1:00,64) Alina Zmushka (1:07,25) Anastassija Kuljaschowa (57,37) Anastassija Karakouskaja (55,23) | 4:00,49 min |           |
| 13    | 2       | 1    | Hongkong           | Toto Wong (1:01,61) Jamie Yeung (1:08,69) Siobhán Haughey (57,67) Camille Cheng (54,89)                                  | 4:02,86 min |           |
| 14    | 1       | 1    | Südafrika          | Mariella Venter (1:01,03) Tatjana Schoenmaker (1:07,41) Erin Gallagher (59,76) Aimee Canny (54,82)                       | 4:03,02 min |           |
| 15    | 2       | 8    | Dänemark           | Karoline Sørensen (1:02,53) Clara Rybak-Andersen (1:08,09) Emilie Beckmann (58,99) Signe Bro (54,43)                     | 4:04,04 min |           |
| 16    | 1       | 8    | Spanien            | África Zamorano (1:01,78) Jessica Vall (1:07,37) Mireia Belmonte (1:00,88) Lidón Muñoz (54,11)                           | 4:04,14 min |           |

## Finale
Sonntag, 1. August 2021, 4:15 Uhr MESZ

| Platz | Bahn | Nation             | Athletinnen                                                                                                | Zeit        | Anmerkung |
| ----- | ---- | ------------------ | --- | ----------- | --------- |
| 1     | 3    | Australien         | Kaylee McKeown (58,01) Chelsea Hodges (1:05,57) Emma McKeon (55,91) Cate Campbell (52,11)                  | 3:51,60 min | OR, OC    |
| 2     | 5    | Vereinigte Staaten | Regan Smith (58,05) Lydia Jacoby (1:05,03) Torri Huske (56,16) Abbey Weitzeil (52,49)                      | 3:51,73 min |           |
| 3     | 4    | Kanada             | Kylie Masse (57,90) Sydney Pickrem (1:07,17) Maggie MacNeil (55,27) Penny Oleksiak (52,26)                 | 3:52,60 min | NR        |
| 4     | 8    | China              | Peng Xuwei (59,63) Tang Qianting (1:06,09) Zhang Yufei (55,39) Yang Junxuan (53,02)                        | 3:54,13 min |           |
| 5     | 2    | Schweden           | Michelle Coleman (59,75) Sophie Hansson (1:05,67) Louise Hansson (56,12) Sarah Sjöström (52,73)            | 3:54,27 min | NR        |
| 6     | 6    | Italien            | Margherita Panziera (1:00,03) Martina Carraro (1:05,88) Elena Di Liddo (56,96) Federica Pellegrini (53,81) | 3:56,68 min |           |
| 7     | 1    | ROC                | Marija Kamenewa (59,95) Jewgenija Tschikunowa (1:05,99) Swetlana Tschimrowa (56,70) Arina Surkowa (54,29)  | 3:56,93 min |           |
| 8     | 7    | Japan              | Anna Konishi (59,92) Kanako Watanabe (1:06,61) Rikako Ikee (57,92) Chihiro Igarashi (53,67)                | 3:58,12 min |           |